# Táchira
Táchira er en af Venezuelas 23 delstater (estados) beliggende i den vestlige del af landet grænsende op til Colombia.
Delstatens hovedstad hedder San Cristobal. Arealet på delstaten måler 11.100km² og, i 2007, har den en estimeret population på 1.177.300 indbyggere. Delstaten hører under Andesregionen.

## Underinddelinger
Táchira er underinddelt i 29 kommuner.

## Historie
Navnet på delstaten kommer fra det indianske ord tachure, der er navnet på en brunlig blomst med medicinsk virkning, som findes i Táchira.
7°50′N 72°05′V / 7.83°N 72.08°V